# Donato Donati
Donato Donati (Modena, 11 gennaio 1880 – Modena, 22 settembre 1946) è stato un giurista italiano, professore ordinario di diritto costituzionale, ma esperto anche di diritto internazionale e diritto amministrativo.

## Biografia

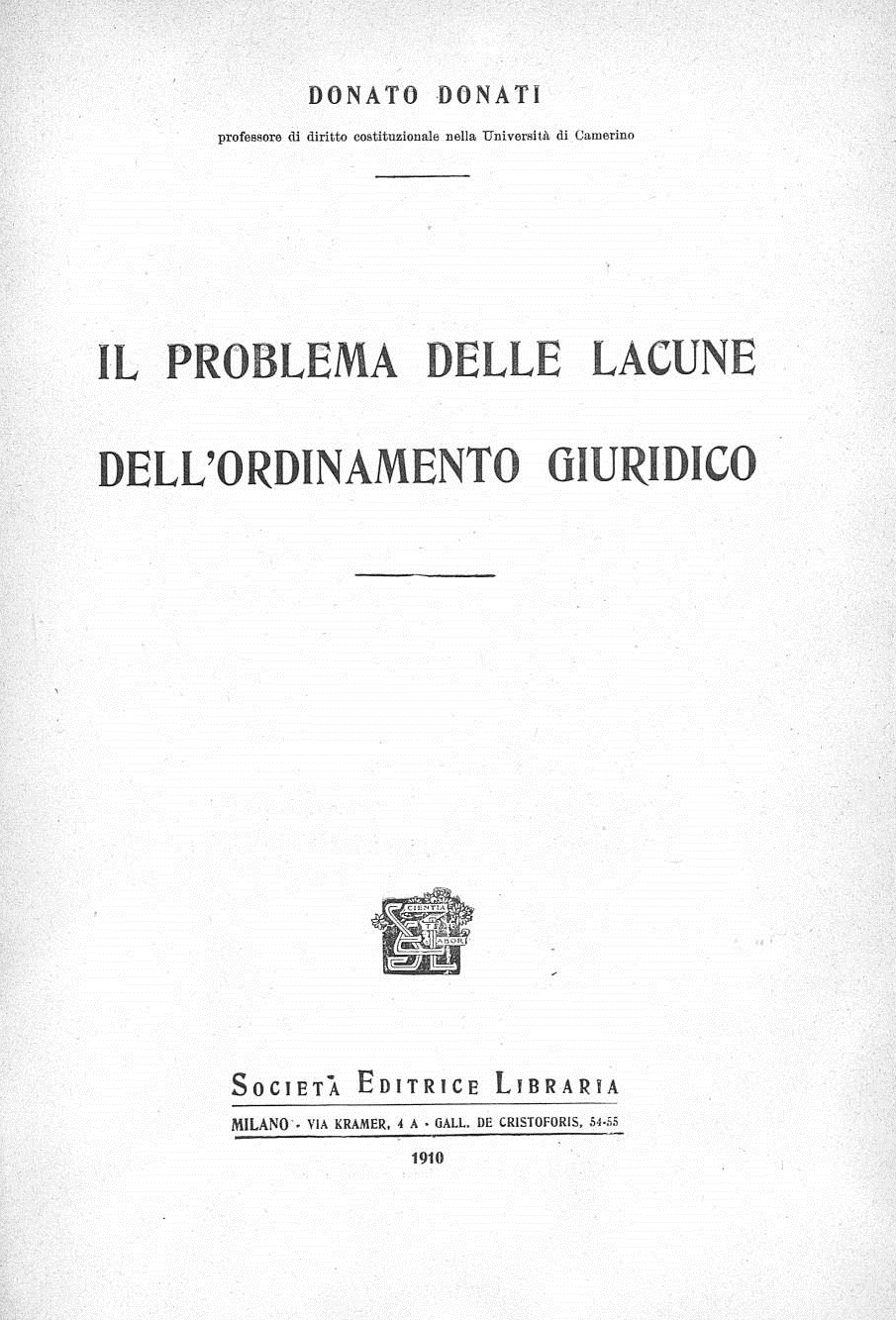
Il problema delle lacune dell'ordinamento giuridico, 1910

Figlio di Felice Donati (1840-1913) e Giulia Vienna (1843-1920), nacque e visse, per la maggior parte della sua vita, a Modena, nella centrale via del Taglio.
Donati era l'ultimo e unico figlio maschio della coppia: sue sorelle maggiori erano Aldina, sposata Giardinetti (1867-1945), Berta, sposata Mortara (1869-data sconosciuta), Emma (1871-1873), Paolina (1873-1875) e Augusta, sposata Schiller (1874-1924).
Donati proveniva da una famiglia della Comunità ebraica di Modena, insediatasi nel capoluogo estense dal XVI secolo: erano fratelli del padre il volontario garibaldino Angelo Donati ed il banchiere Augusto Donati. Era inoltre cugino del banchiere Angelo Donati, del filosofo del diritto Benvenuto Donati, del chirurgo Mario Donati e del politico socialista Pio Donati.
Studente modello, si laureò presso l'Università di Modena nel 1902, discutendo una tesi in diritto costituzionale. Come studente, assieme al cugino Pio Donati, risultò "curatore" degli appunti del Corso di procedura penale del professor Bernardino Alimena (a.a. 1900-1901).
Fu subito orientato all'attività di ricerca e di insegnamento, dapprima presso un istituto tecnico di Lodi e, successivamente, in ambito accademico. 
Grazie ad una borsa di studio vinta in un concorso nazionale, nel 1905-1906 sostenne dei corsi di perfezionamento in Germania, dove studiò presso le Università di Strasburgo ed Heidelberg, seguendo tra gli altri i corsi di Paul Laband e Georg Jellinek. Questo soggiorno determinò un rapporto privilegiato con la scienza giuridica tedesca, cui Donati fu sempre legato.
A differenza di molti docenti universitari di diritto, Donati non ebbe pertanto un mentore (o "maestro") italiano: come testimoniato, tuttavia, da Antonio Amorth, negli anni immediatamente successivi al termine degli studi universitari ebbe consolidati contatti con Santi Romano, che, all'epoca, era docente di diritto costituzionale a Modena.
A partire dal 1907 insegnò diritto costituzionale, diritto internazionale, filosofia del diritto, teoria generale dello Stato e diritto ecclesiastico in diverse università italiane, fra le quali l'Università di Camerino, l'Università di Sassari, l'Università di Macerata, l'Università di Padova e l'Università di Modena e Reggio Emilia.
La vicinanza a Romano e le indubbie capacità intellettuali permisero a Donati di distinguersi come uno fra i più dotati studiosi di diritto pubblico dell'epoca: nel 1910 vinse il concorso a professore ordinario tenutosi presso l'Università di Catania, risultando primo fra i candidati sulla base di un giudizio pienamente positivo espresso dalla commissione composta da Vittorio Emanuele Orlando, Santi Romano, Alberto Morelli, Giovanni Vacchelli, Luigi Rossi.
Come riporta la relazione della commissione, l'attività di "ricerca [di Donati è] sempre accuratissima, il metodo rigoroso, vasta e assimilata la cultura".
Donati fu autore di tre importanti monografie sui temi di diritto pubblico generale, costituzionale ed internazionale: I trattati internazionali nel diritto costituzionale (1906), dedicato al tema dei collegamenti fra ordinamento internazionale ed ordinamento statuale ed alle sue ripercussioni in ordine agli effetti della stipulazione dei trattati sul diritto interno; Il problema delle lacune dell'ordinamento giuridico (1910), dedicato alla questione teorico-generale della completezza dell'ordinamento giuridico positivo; Stato e territorio (pubblicato parzialmente nel 1914 e completato nel 1924), dedicato alla negazione dell'assunto per cui il territorio rappresenta un elemento costitutivo dello Stato. 
Oltre alle monografie, Donati fu autore di una serie di scritti di minore estensione in materia di diritto costituzionale, amministrativo, ecclesiastico.
Non minore fu il suo impegno nelle istituzioni accademiche.
Nel 1917 fu Rettore dell'Università di Macerata.
Successivamente, dopo la chiamata a Padova nel 1919, fu il fondatore dell'Istituto di diritto pubblico, oltre che il principale artefice della creazione della locale Scuola (poi Facoltà) di Scienze politiche, gemmata dalla locale facoltà di Giurisprudenza, dove Donati rimase comunque titolare della cattedra di diritto costituzionale fino al 1938. In questi anni, Donati strinse forti rapporti di collaborazione con Alfredo Rocco e Francesco Carnelutti.
Negli anni successivi alla chiamata patavina, Donati rallentò la propria attività scientifica: ciò fu dovuto al suo crescente coinvolgimento nella fondazione ed amministrazione della locale Facoltà di Scienze Politiche, di cui Direttore e Preside dal 1924 al 1938, e che contribuì a gestire sia sotto il profilo didattico che finanziario.
Durante il periodo di allontanamento coatto dall'insegnamento, Donati tornò a vivere presso la sua casa natale di Modena, ricevendo comunque le visite e la solidarietà dei propri allievi di un tempo, come Enrico Guicciardi, e di altri professori del locale ateneo, come Antonio Amorth, che era stato suo studente presso l'Università di Padova.
Rispetto al Fascismo, la posizione di Donati era stata comunque ambivalente: pur non essendosi opposto frontalmente ad esso, aveva comunque manifestato una ferma opposizione all'influenza del regime fascista sulla gestione dell'Istituto di diritto pubblico: secondo quanto testimoniato da Enrico Guicciardi, Donati si sarebbe in particolare opposto alla pubblicazione di opere di dubbia dignità scientifica, opera di personalità legate al PNF, presso la collana dell'Istituto.
Nelle fasi più concitate della seconda guerra mondiale, aiutato dallo stesso Enrico Guicciardi e da Antonio Amorth, si rifugiò in Svizzera, per sfuggire alla deportazione nei campi di concentramento. Durante l'esilio in Svizzera insegnò diritto costituzionale nel campo universitario italiano.
Negli stessi anni Donati si dedicò parallelamente alla formazione dei giovani studiosi ed alla fondazione della rivista Archivio di diritto pubblico, pubblicata e diretta lui stesso fra il 1936 ed il 1938.
Allontanato dall'attività accademica nel 1938 a causa delle leggi razziali fasciste, passò gli ultimi anni di vita nella propria casa di Modena, in una condizione di isolamento che condivise con i parenti ed allievi più cari: il cugino Benvenuto Donati, e gli allievi Antonio Amorth ed Enrico Guicciardi.
Con l'intensificarsi delle persecuzioni ebraiche riuscì a fuggire in Svizzera, per fare ritorno a Modena alla fine della seconda guerra mondiale.
Tornò in Italia nel 1945 ed insegnò per supplenza diritto internazionale presso l'Università di Modena nell'anno accademico 1945-1946, in vista del suo ritorno presso l'Università di Padova a partire dall'anno successivo.
Morì improvvisamente nel settembre 1946, a seguito di un intervento chirurgico, prima di poter ritornare all'Universitá di Padova.

## Metodo scientifico e "scuola padovana" di diritto pubblico
Donati fu celebre per aver portato ai massimi livelli l'analisi concettuale del diritto, estendendo il patrimonio del pensiero logico formale anche allo studio delle norme giuridiche. In Donati, infatti, lo studio dell'ordinamento giuridico coincide con lo studio delle singole norme e delle loro possibili relazioni logiche, oltre che dei concetti giuridici che possono essere elaborati sulla base di una interpretazione sistematica delle varie leggi.
Tale approccio metodologico derivava probabilmente dal fatto che lo stesso Donati aveva soggiornato per diversi mesi in Germania durante la propria gioventù, approfondendo lo studio della dottrina giuridica tedesca, che prestava particolare attenzione alla elaborazione concettuale del diritto.
Si trattava di una teoria antitetica a quella elaborata, nella stessa epoca, da giuristi come Santi Romano, nella parte in cui escludeva qualsiasi commistione teorica fra dimensione giuridica e dimensione sociale, respingendo ogni interferenza delle scienze sociali con la scienza giuridica: ad esempio, egli parla dei pubblici dipendenti come «sostanza della persona reale dello Stato» (La persona reale dello Stato, «Rivista di diritto pubblico», 1921, 13).
A Padova la "scuola" di diritto pubblico, da lui creata, formò futuri professori universitari ed avvocati quali Egidio Tosato, Enrico Guicciardi e Guido Lucatello, avviando all'insegnamento anche Feliciano Benvenuti, pur laureatosi sotto la guida di Guicciardi. La "scuola" ebbe sede presso l'Istituto di diritto pubblico dell'Università di Padova, frequentato da giovani studiosi provenienti da tutta Italia, fra i quali possono ricordarsi Riccardo Monaco e Aldo Sandulli. Anche Antonio Amorth riconobbe forti debiti scientifici nei confronti di Donati.